# Давид, Томас Кристиан
Томас Кристиан Давид (нем. Thomas Christian David; 22 декабря 1925, Вельс — 19 января 2006, Вена) — австрийский композитор, дирижёр и музыкальный педагог. Сын композитора Иоганна Непомука Давида, брат Лукаса Давида.
Получил первое музыкальное образование у своего отца. Пел в хоре мальчиков Церкви Святого Фомы в Лейпциге. В 1943 году поступил в Лейпцигскую Высшую школу музыки, но в 1944 году был призван на немецкую военную службу. По окончании Второй мировой войны в 1945—1948 годах учился в зальцбургском Моцартеуме по классам флейты и хорового дирижирования, затем изучал музыковедение в Тюбингенском университете. В 1948—1957 годах работал репетитором и хормейстером в Штутгартской опере, затем вернулся в Вену, преподавал в Венской академии музыки, руководил её камерным хором, с которым в 1960 году совершил мировое турне. В 1967—1973 годах работал в Тегеране: профессор Тегеранского университета и главный дирижёр Симфонического оркестра Иранского радио и телевидения. В 1974—1988 годах — профессор Венской академии музыки; одновременно в 1982—1983 гг. возглавлял Венскую певческую академию. В 1986—1988 годах — президент Австрийского союза композиторов.
Автор преимущественно камерной музыки (трио, квартетов, сонат), Концерта для контрабаса (1979), флейты (1982), виолончели (1982) с оркестром, ряда духовных сочинений, среди которых выделяется оратория («церковная опера») «Путь в Эммаус» (нем. Der Weg nach Emmaus; 1981).
Среди записей Давида-дирижёра — скрипичный концерт его отца, в котором партию солиста исполнил его брат (с Мюнхенским филармоническим оркестром).